# Tunatic
Tunatic (рус. Тунатик, Тьюнатик) — бесплатное программное обеспечение для онлайн-идентификации музыки, разработанное Sylvain Demongeot для Windows и Mac OS.

## Функционал
Принцип распознавания песни был таков: снимался акустический отпечаток, со сравнительно небольшого участка аудио-материала, через любой канал аудиокарты (канал можно было выбрать в настройках микшера: микрофон, линейный вход, стерео микшер или даже общий) и данные отправлялись в базу данных Tunatic, где происходил поиск совпадений с аудиоотпечатками уже опознанных композиций. Если совпадение найдено, Tunatic возвращал название песни и имя автора вместе со ссылкой для получения более подробной информации. По ссылке можно было перейти на страницу веб-сайта, где также указывались исполнитель и название композиции, а также приглашение скачать её в iTunes или рингтон, поискать упоминание композиции в Google. База аудиоотпечатков пополнялась при помощи программы Tunalyzer (только Mac OS).

## Закрытие
Сайт и программа не получали обновлений с 2010 года, но опознавание мелодий продолжало работать ещё некоторое время. На данный момент поддержка программы прекращена, серверы отключены. При попытке использования программа выдаёт сообщение «Server not found».